# Каранська волость
Каранська волость — історична адміністративно-територіальна одиниця Маріупольського повіту Катеринославської губернії із центром у селі Карань.
Станом на 1886 рік складалася з 2 поселень, 2 сільських громад. Населення — 4529 осіб (2210 чоловічої статі та 2319 — жіночої), 869 дворових господарства.
|                     | Площа, десятин | У тому числі орної, десятин |
| ------------------- | -------------- | --------------------------- |
| Сільських громад    | 27533          | 4500                        |
| Приватної власності | —              | —                           |
| Казенної власності  | —              | —                           |
| Іншої власності     | —              | —                           |
| Загалом             | 27533          | 4500                        |

Поселення волості:
- Карань — грецька колонія при річці Кальміус за 45 верст від повітового міста, 2918 осіб, 557 дворів, православна церква, каплиця, школа, щорічний ярмарки й базари по неділях.
- Ласпа — грецька колонія при річці Кальміус, 1611 осіб, 312 дворів, православна церква й 2 лавки.

За даними на 1908 рік у волості налічувалось 3 поселення, загальне населення — 7442 особи (3812 чоловічої статі та 3630 — жіночої), 1296 дворових господарств.